# Пйотр Кміта Собенський
Пйотр Кміта Собенський граф на Вісничу (1477—31 жовтня 1553, Краків), староста перемишлянський (з 1512), маршалок надвірний коронний (1518—1529), староста списький (з 1522), староста Кольський (з 1524), каштелян войницький (1527—1532),  маршалок великий коронний (з 1529), каштелян сандомирський (з 1532), староста генеральний краківський (з 1533), воєвода краківський (з 1535), власник маєтностей у Перемишльському та Сяноцькому повітах на Русі. Молодший син Станіслава, воєводи руського.

## Біографія
Молодість Пйотр Кміта провів при дворі  імператора германського Максиміліана I Габсбурга, утім прихильником Габсбургів не став. З поверненням додому брав участь у війнах з:
- татарами (1509 р., 1512 р.);
- московитами (1514 р.);
- хрестоносцями (1520 р.);
- турками (1524 р.).

Також був при дворі короля Польського і великого князя Литовського Сигізмунда І Старого. Був прихильником королеви Бони Сфорци Арагонської. Стояв за активне втручання Польщі в угорські та чеські справи, нехтуючи конфронтацією з Габсбургами. Був близький до табору екзекуціоністів (див. Екзекуційний рух), виявляв стійку нехіть до абсолютизму. Велику увагу приділяв реформі оборони південно-східних кордонів держави, був проти конфронтації з Османською імперією. Перебував у перманентному конфлікті зі своїм родичем — гетьманом Яном Тарновським. До 1538 року, як останній у роду, Пйотр Кміта зосередив у своїх руках усі маєтності і жив у Перемишлі, а згодом у вишницькому замкові з князівським розмахом.
Кміта мав широке коло культурних зацікавлень. При його дворі знаходили притулок багато гуманістів: Станіслав Оріховський, Марцін Бельський, Я. Прилуцький, М. Кровицький, Ю. Тестандер (Зіммерман), Ш. Маріціуш, К. Яницький, В. Дембінський. Спілкувався Кміт з багатьма закордонними вченими. Замовив, для власного вжитку, переписати хроніку Яна Длугоша. Політична і культурна діяльність Кміти мала значне відлуння в «руських» землях Корони Польської, особливо в Перемишлі.